# 警務處副處長
警務處副處長（英文：Deputy Commissioner of Police，縮寫：DCP），俗稱「二哥」、「二姐」，是香港警察職級其中一個憲委級職級，相當於首長級公務員薪級D5，為高級警官的級別。；位於警務處高級助理處長之上，警務處處長之下。由於屬於香港警務處首長級人員，所以必須由香港特別行政區行政長官委任及在《香港政府憲報》中公佈。現時香港警務處編制內共有三名警務處副處長，分別為警務處副處長（行動）、（管理）以及（國家安全），現時負責行動、管理的副處長分別由葉雲龍和陳俊燊擔任，負責國家安全的副處長由簡啟恩擔任，曾於2019年8月9日至10月28日，新增了一名編外職位警務處副處長，為「臨時警務處副處長（特別職務）」，由劉業成擔任。

## 歷史
香港警察職級乃參考自英國警銜，英國警銜則參考自英國軍銜，一般分為將軍、校尉、士官以及兵的職級。警務處副處長為中將職級。過往香港在回歸前曾有3位警務處副處長，除現時的警務處副處長（行動）及警務處副處長（管理）外，尚有警務處副處長（政治部），但該職位已於1996年隨政治部解散而撤銷。此外，警隊亦曾在戰前設立一個副警察司（特別警察隊）的職位，但旋即在1941年底解散特警隊時裁撤。
首位警務處副處長為費度，於1938年1月1日獲委任。一般認為首位華人警務處副處長為李君夏，於1985年4月15日獲委任，並在1989年12月2日成爲首位華人處長。
但在1941年香港保衛戰前夕，港府已委任華人大律師羅棟勳為副警察司（特別警察隊） (Deputy Commissioner of Police (Special Constabulary))，惜其於香港日佔時期不幸殉職。首位女性警務處副處長為趙慧賢，於2017年7月8日獲委任。
2019年8月9日，已於2018年11月開始退休前休假的前警務處副處長（行動）劉業成被委任為臨時警務處副處長（特別職務），主要職責為協助警務處處長，處理大型公眾活動及策劃未來多項大型行動，包括國慶70周年相關的慶祝活動等，是香港自回歸22來以來警隊首次有三位副處長。

2020年7月3日，香港特別行政區政府宣布，根據《港區國安法》，成立香港特別行政區維護國家安全委員會。行政長官林鄭月娥同時任命劉賜蕙為警務處副處長（國家安全），擔任警務處維護國家安全部門的負責人，劉賜蕙於即日宣誓就任。

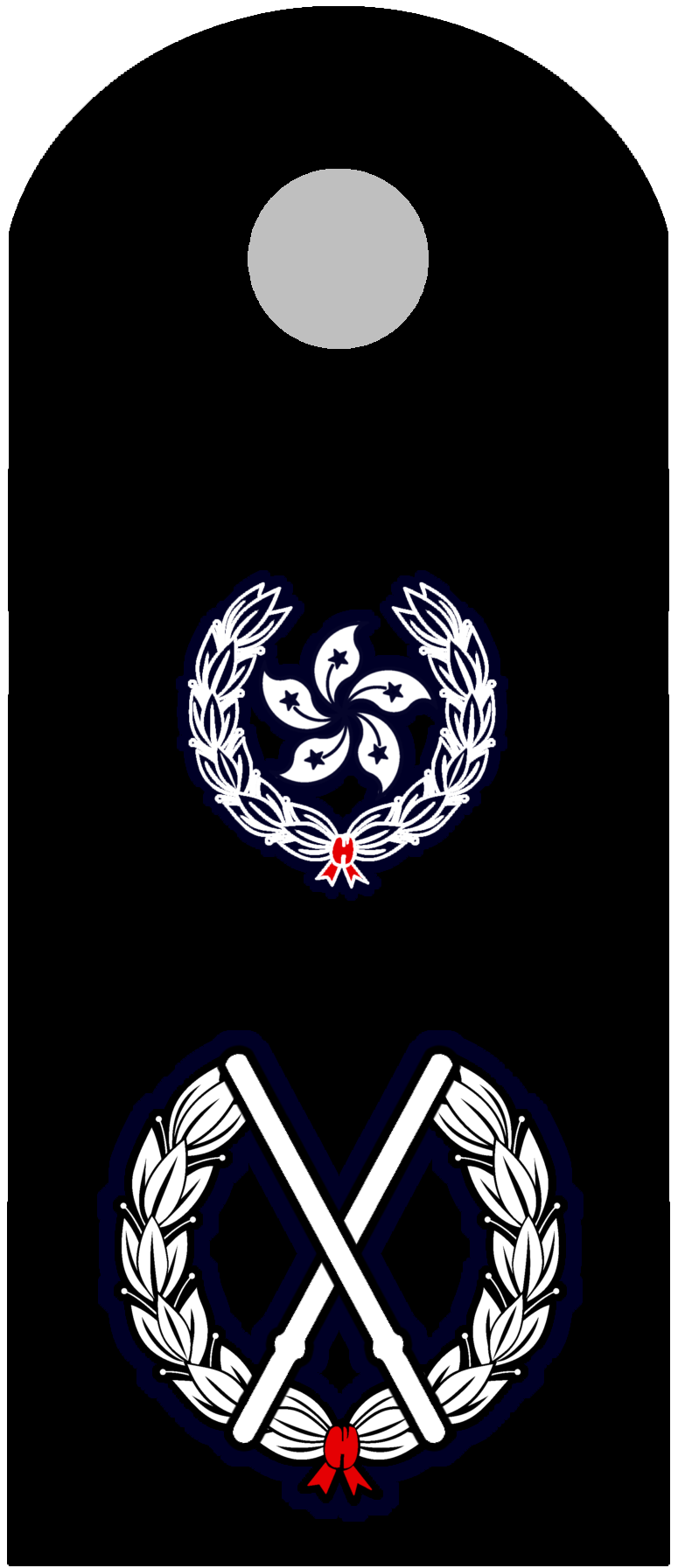
警務處副處長肩章

## 徽章衣飾
警務處副處長的襯衣為白色，领章繡上葉片紋，肩章以英国陆军中将军衔标志为蓝本，上有一枚雙杖嘉禾花及一枚市花及嘉禾，警帽上有雙條銀色葉片邊飾。

## 歷任副處長

### 行動
- 黃燦光，九十年代初曾任港島總區指揮官，已退休。
- 劉玉權，已逝世[3]。
- 李明逵，已退休[4]。
- 鄧竟成，已退休[5]。
- 任達榮，已退休，藝人任達華哥哥[6]。
- 曾偉雄，已退休。
- 鄧甘滿，已退休。
- 盧偉聰，已退休。
- 黃志雄，已退休。
- 劉業成，退休後回任副處長（特别職務）[7]。
- 鄧炳強，2018年11月16日起出任，後升為處長，繼而任保安局局長。
- 蕭澤頤，2019年11月19日起出任，2021年6月25日升任處長。
- 袁旭健，2021年6月25日署任，2021年8月12日正式升任，已退休。
- 周一鳴，2023年8月16日起出任，2025年4月2日升任處長。
- 葉雲龍，2025年4月28日起出任。

### 管理
- 伊　輔，已逝世。
- 曾蔭培，後升任處長，已退休。
- 李明逵，2001年1月2日起出任，後升為處長，已退休[8]。
- 馮兆元，2002年9月27日起出任，已退休[4]。
- 曾偉雄，2008年1月7日起出任，後升為處長，已退休[9]。
- 李家超，2010年3月8日起出任，其後調任保安局副局長，繼而升任保安局局長、政務司司長，2022年當選行政長官[10]。
- 馬維騄，2012年10月1日起出任，已退休[11]。
- 盧偉聰，2014年9月17日起出任，後升為處長，已退休[12]。
- 周國良，2015年5月4日起出任，已退休[13]。
- 趙慧賢，2017年7月8日起出任，退休後改任申訴專員[14]。
- 郭蔭庶，2019年3月4日起出任，退休後改任香港公務員學院院長[15]。
- 周一鳴，2022年4月28日起出任，後調任副處長（行動），繼而升任處長[16]。
- 陳俊燊，2023年8月16日起出任。

### 國家安全
- 劉賜蕙，已退休， 現擔任港區國安委執行長。
- 簡啟恩，2023年5月2日起出任。

### 特別職務
- 劉業成，曾任副處長（行動），後擔任臨時副處長（特别職務），已退休。

## 以警務處副處長為題材的作品

### 電影
- 《寒戰》（2012年），描述兩位副處長之間的權力爭鬥。
- 《寒戰II》（2016年）

### 電視劇
- 《飛虎之雷霆極戰》（2020年），副處長為飛虎隊特別任務連總警司兼指揮官。